# Corbi (Argeș)
Corbi è un comune della Romania di 4 240 abitanti, ubicato nel distretto di Argeș, nella regione storica della Muntenia.
Il comune è formato dall'unione di 6 villaggi: Corbi, Corbșori, Jgheaburi, Poduri, Poenarei, Stănești.